# 棉花小魔女2
《棉花小魔女2》是SUCCESS於1997年推出的街机清版射击游戏，是棉花小魔女系列第4款游戏。该作为2D射击游戏，并加入了遠近的設定。游戏增加新人物亞普莉（APPLI），可以玩兩人游戏。魔法種類也從二種增加為四種（炎、冰、風、光），和採生命与可以把東西抓起來丟（包括怪物、連鎖球、自己人），以及有「指令射擊」和「連爆」二個系統。